# James Chamanga
James Chamanga (* 2. Februar 1980 in Luanshya, Sambia) ist ein sambischer Fußballspieler.
Chamanga nahm mit der Nationalmannschaft Sambias an der Afrikameisterschaft 2006 in Ägypten sowie 2008 in Ghana und 2010 in Angola teil, wobei er in allen Turnieren jeweils ein Tor erzielte.
Am 9. Dezember 2007 erzielte er in der südafrikanischen Premier Soccer League für die Moroka Swallows fünf Treffer beim 6:2-Sieg im Ligaspiel gegen Platinum Stars, darunter ein Hattrick zwischen der 20. und 24. Spielminute. Fünf Jahre lang spielte er für Dalian Shide in der Chinese Super League. Von 2013 bis 2018 war er für Liaoning Hongyun aktiv.